# Ретинобластом
Ретинобластом је злоћудни тумор ока, који се најчешће јавља у дечјем узрасту. Многа очна стања у детињству могу да опонашају ретинобластом, било сличним првим знацима, посебно леукокоријом, сличним клиничким карактеристикама, или упоредивим еволутивним компликацијама.  
Тачна дијагноза без одлагања је императив јер ретинобластом доводи у опасност вид детета, па чак и живот.  Рани третман је и остаће најбољи могући начин да се овај високо малигни тумор заустави у напредовању и први велики корак ка потпуном опоравку.

## Медулоепителиом
Медулоепителиом је ненаследни тумор, обично једнострани, који потиче од незрелог ембрионалног непигментираног цилијарног тела.  или, ређе, из оптичког нерва или ретине. 
Прве манифестације се обично јављају у раном детињству, повремено код одраслих, са леукокоријом, слабим видом и типично са васкуларизованом масом шаренице,   сивкасте је или боје лососа, а у неким случајевима пигментован. 
Тумор може бити полицистичан а могу се наћи цистични фрагменти ослобођени у очној водици или стакластом тела. 
Раст тумора је спор, развија се у околним структурама предњег сегмента или према оптичком нерву. Тешко је проценити бенигну или малигну природу тумора, чак и на хистопатолошком прегледу.

## Глиом оптичког нерва
Глиом оптичког нерва је најчешћи интринзични тумор предњег дела оптичког нерва (65%), а затим следи менингиом (35%, Дуттон, 1994 ). Најчешће оболевају деца предшколског или школског узраста, а прве манифестације су обично егзофталмија и губитак вида.
Тумор је повезан са неурофиброматозом у преко 30% случајева. Права неоплазма, глиом оптичког нерва представља фазе брзог раста праћене стагнацијом, понекад чак и спонтаном регресијом. Тумор може остати у стању мировања током дужег временског периода, а затим изненада наставити да расте на потпуно непредвидив начин. 
Стопа морталитета је ниска (5%) све док је тумор ограничен на оптички нерв. Међутим, инвазија околних ткива може довести до захватања хијазме и инфилтрације суседних церебралних структура. Захватање хипоталамуса и треће коморе значајно повећава стопу морталитета, која достиже 50% након 15 година праћења.
Код одраслих, глиом оптичког нерва је малигни и увек фаталан због захвата хијазме и церебралних структура.

## Трилатерални ретинобластом
Трилатерални ретинобластом је веома ретка форма ретинобластома и често се јавља заједно са тумором мозга. У питању је примарни тумор, а не метастаза. Хистолошки је сличан неуробластому, а прогноза је прилично неповољна.

## Ретином
Ретином или ретиноцитом је доброћудни (бенигни) тумор мрежњаче, који се јавља код 2% пацијената са мутацијом гена ретинобластома. Претпоставља се да је то претходник ретинобластома или остатак ретинобластома који је спонтано регредирао. Хистолошки је сличан неуробластому.

## Клиничка слика
Неретко се тумор открије захваљујући такозваној леукокорији. Кад се око осветли уз помоћ блица (фото-апарат) код здравог ока се рефлектују крвни судови испод мрежњаче и око изгледа црвено, док код облелог ока туморална маса рефлектује жућкасту или беличасту светлост. 
Код пацијената оболелих од ретинобластома, код којих је болест откривена на основу осталих симптома, неретко се и на ранијим фотографијама може приметити феномен леукокорије. 
Осим леукокорије, најчешћи симптом је зрикавост. Ређе се јавља болно црвенило ока, глауком, делимичан губитак вида, упала очне дупље, веома ретко једнострано проширење зенице, бојење дужице, беле мрље на дужици или крв у предњој очној комори.

## Дијагноза
Рана дијагноза тиче се свих у контакту са дететом, родитеља, породице/пријатеља, медицинских сестара, породичног лекара, јер су они први који уочавају почетне знаке болести, а потом следе,  специјалисти и референтни центари.
Леукокорију, или било који други необјашњиви очни знак код новорођенчета, требало би увек, док се не докаже супротно, разматрати као могућност малигног тумора и одмах покрети сва неопходна средства за брзу дијагнозу.
Уобичајене дијагностичке методе су офтамолоскопија и сонографија. У појединим случајевима се врши и компјутеризована томографија или магнетска резонанца, а у узнапредовалом стадијуму болести се анализира и ликвор и коштана срж, да би се утврдило присуство метастаза.